# Parafia św. Apostołów Piotra i Pawła w Skułach
Parafia Świętych Apostołów Piotra i Pawła w Skułach – parafia rzymskokatolicka znajdująca się w diecezji łowickiej, w dekanacie Mszczonów. 
Od 2010 roku proboszczem parafii jest ks. Sławomir Bogdanowicz.  

## Zasięg parafii
Do parafii należą wierni z następujących miejscowości: Bartoszówka, Bieniewiec (nry 17–53), Bolesławek, Bukówka, Ciepłe A, Ciepłe, Grzmiąca, Grzymek, Oddział, Pieńki Słubickie, Rumianka, Skuły, Słubica A, Słubica B, Słubica Dobra, Słubica Wieś.  